# Золотухин, Николай Иванович
Николай Иванович Золотухин (род. 2 июня 1952, д. Лебёдки, Орловская область) — советский и российский ботаник, специалист в области изучения растительного покрова и охраны природы.

## Биография
В 1971 году Николай Иванович окончил техникум декоративного садоводства в Нальчике с красным дипломом по специальности «Техник зелёного строительства». В 1974—1980 годах он окончил заочно Томский университет по специальности «Биология». Тема его дипломной работы была посвящена флористическому районированию Алтайского заповедника (АГЗ).
В 1973—1975 годах он работал агрономом-садоводом АГЗ, где с начала работы подключился к флористическим исследованиям, а в 1974 году прошёл по Абаканскому хребту вместе с ботаником заповедника Л. В. Мариной. С 1975 по 1991 год он работал в АГЗ в должностях: лаборанта научного отдела, младшего научного сотрудника, старшего научного сотрудника, заместителя директора по науке (с 1984 года).
Помимо работ по Летописи природы он занимался другими научными темами: «Инвентаризация флоры (сосудистые растения) Алтайского государственного заповедника» (1976—1981), «Биогеографические аспекты структуры, динамики и устойчивости природных комплексов Алтайского заповедника» (1986—1990), «Анализ состояния популяций редких видов растений и животных Алтайского заповедника, включённых в Красные книги СССР и РСФСР» (1986—1990), «Влияние антропогенных воздействий на охраняемые природные комплексы Алтайского заповедника» (1986—1990), «Инвентаризация флоры Алтайского заповедника и создание базы данных» (2000—2001).
В 1991 году Николай Иванович начал работать в Центрально-Чернозёмном заповеднике (ЦЧЗ), где был принят на должность заместителя директора по научной работе. С 2001 года работает там же старшим научным сотрудником. Кроме подготовки Летописи природы ЦЧЗ в 1992—2021 годах участвовал в выполнении 23 научных тем, был ответственным редактором 12 изданных научных сборников (в том числе четырёх выпусков трудов ЦЧЗ).
В период 1970—2021 годов собрал более 40 тысяч гербарных листов из различных регионов (заповедники Алтайский, Центрально-Чернозёмный, «Белогорье» и Тигирекский; Республики Алтай, Хакасия, Бурятия, Тыва и Кабардино-Балкария; Алтайский, Красноярский и Приморский края; Курская, Белгородская, Орловская, Воронежская, Липецкая, Иркутская, Астраханская и Луганская области; острова Кунашир и Сахалин). Большая часть гербарных образцов хранится в Центрально-Чернозёмном заповеднике.
Николай Иванович является инициатором и одним из основных организаторов четырёх новых заповедных участков: Лысые Горы (1993 год, с 1999 года в составе заповедника «Белогорье»), Стенки-Изгорья (1995 год, с 1999 года в составе заповедника «Белогорье»), Зоринский (1998—1999 годы, ЦЧЗ), Пойма Псла (1998—1999 годы, ЦЧЗ). Он награждён нагрудным знаком Минприроды России «За заслуги в заповедном деле».

## Виды растений, названные именем Н. И. Золотухина
По фамилии Николая Ивановича названы виды растений:
- Alchemilla zolotuchinii Czkalov (2018)
- Stellaria zolotuchinii A.L.Ebel (2012) [syn.  Stellaria glandulifera Zolot. (1984), nom. illeg., non Klotzsch (1862)]

## Избранные труды
- Блузманас И. Э., Золотухин Н. И., Кузнецова Н. П. О двух реликтовых растениях Calium paradoxum Maxim. (Rubiaceae), Carpesium triste Maxim. (Asteraceae) на Алтае // Ботанический журнал. 1979. Т. 64. № 5. С. 756—757.
- Галанин А. В., Золотухин Н. И., Марина Л. В. Конспект флоры хребта Куркуре (Восточный Алтай) // Ботанический журнал. 1979. Т. 64. № 5. С. 623—634.
- Золотухин Н. И. Род Gagea Salisb. (Liliaceae) в Горном Алтае // Новости систематики высших растений. 1982. Т. 19. С. 67—72.
- Золотухин Н. И. Адвентивные растения на территории Алтайского заповедника // Ботанический журнал. 1983. Т. 68. № 11. С. 1528—1533.
- Золотухин Н. И., Золотухина И. Б. О новых для Алтая видах сосудистых растений // Известия СО АН СССР. 1983. № 5. Серия биологических наук. Вып. 1. С. 32—36.
- Золотухин Н. И. Новые таксоны флоры Алтая // Новости систематики высших растений. 1984. Т. 21. С. 225—232.
- Золотухин Н. И. Gagea — Гусинолук // Флора Сибири = Flora Sibiriae : в 14 т. / под ред. Л. И. Малышева. — Новосибирск : Наука, Сиб. отд., 1987. — Т. [4] : Araceae — Orchidaceae / под ред. Л. И. Малышева, Г. А. Пешковой. — С. 49—54. — 248 с. — 2300 экз.
- Золотухин Н. И. Заметки о некоторых растениях острова Кунашир // Новости систематики высших растений. 1991. Т. 28. С. 153—155.
- Золотухин Н. И., Полуянов А. В. Дополнения и уточнения к флоре Курской области // Бюллетень Московского общества испытателей природы. Отдел биологический. 2000. Т. 105. Вып. 2. С. 62—63.
- Золотухин Н. И. О Gagea granulosa Turcz. (Liliaceae) в Белгородской, Курской и Орловской областях // Бюллетень Московского общества испытателей природы. Отдел биологический. 2009. Т. 114. Вып. 6. С. 66—67.
- Золотухин Н. И., Чкалов А. В. Род Alchemilla L. (Rosaceae) в Алтайском государственном природном заповеднике и на сопредельных территориях // Turczaninowia. 2019. Т. 22. № 2. С. 5—42.